# Il faro di Blackwater
Il faro di Blackwater (The Blackwater Lightship) è un romanzo di Colm Tóibín pubblicato nel 1999.
Il romanzo ha partecipato alla selezione finale del Booker Prize.

## Trama
La storia è descritta dal punto di vista di Helen, preside di successo di una scuola che vive col marito e due figli in Irlanda. Un giorno scopre che il fratello omosessuale Declan è stato ammalato di AIDS per anni senza averglielo mai detto. Lui le chiede di dare la notizia alla madre e alla nonna. Ciò è difficile per Helen, visto che ha avuto solo pochi contatti con le due donne a causa di conflitti profondi riguardanti il passato di Helen e l'improvvisa morte del padre quando era ancora una bambina.
Quando le tre donne si ritrovano assieme, sono costrette a superare tali contrasti per il bene di Declan. Il romanzo segue il doloroso percorso che devono compiere per risolvere le incomprensioni che esistono tra di loro.

## Adattamento televisivo
Nel 2004 il romanzo è stato adattato in un omonimo film TV chiamato The Blackwater Lightship.

## Edizioni
- Colm Tóibín, Il faro di Blackwater, Fazi, 2002,  p. 230, ISBN 88-8112-314-2.